# François Musso
Pour les articles homonymes, voir Musso.
François Musso, né le 1er octobre 1935 à Ajaccio (Corse), est un homme politique français.

## Détail des fonctions et des mandats
Mandats parlementaires
- 24 juillet 1984 - 24 juillet 1989 : Député européen
- 16 octobre 1989 - 18 juillet 1994 : Député européen